# Evlogi Peak
Evlogi Peak är en bergstopp i Antarktis. Den ligger i Sydshetlandsöarna. Argentina, Chile och Storbritannien gör anspråk på området. Toppen på Evlogi Peak är 1 805 meter över havet. Evlogi Peak ingår i Imeon Range.
Terrängen runt Evlogi Peak är huvudsakligen bergig, men västerut är den kuperad. Havet är nära Evlogi Peak åt nordväst.  Trakten är obefolkad. Det finns inga samhällen i närheten. 